# Joseph Barthélemy
Joseph Barthélemy (Toulouse, 9 de julio de 1874-14 de mayo de 1945) fue un político francés, Ministro de Justicia durante el régimen de Vichy.

## Biografía
Nació el 9 de julio de 1874 de en Toulouse.
Se convirtió en diputado de Gers por Action républicaine et sociale en 1919. Fue un firme defensor de la No Intervención francesa en la Guerra Civil Española.
Ocupó el cargo de ministro de Justicia del régimen de Vichy entre el 27 de enero de 1941 y el 26 de marzo de 1943. Entre sus acciones en el ministerio se han destacado la introducción del concepto de «raza» en el proyecto de reforma constitucional y el arreglo del proceso de Riom de condena de los líderes de la Tercera República.
Falleció el 14 de mayo de 1945 en Auch o en su ciudad natal, dependiendo de las fuentes.